# ФІБА Європа
ФІБА Європа — зона ФІБА, яка складається з 51 національної баскетбольної федерації.

## Національні команди

### Дивізіон A

Дивізіон A

| - Бельгія - Болгарія - Боснія і Герцеговина - Велика Британія - Греція - Грузія - Ізраїль - Італія - Іспанія - Латвія - Литва - Македонія | - Німеччина - Польща - Португалія - Росія - Сербія - Словенія - Туреччина - Угорщина - Україна - Фінляндія - Франція - Хорватія - Чорногорія |  |

### Дивізіон B

Дивізіон B

| - Албанія - Австрія - Азербайджан - Білорусь - Естонія - Кіпр - Люксембург | - Нідерланди - Румунія - Словаччина - Чехія - Швеція - Швейцарія |  |

### Дивізіон C

Дивізіон C і команди, що не беруть участь

| - Андорра - Гібралтар - Данія - Мальта | - Молдова - Сан-Марино - Уельс - Шотландія |  |

### Команди, що не беруть участь
| - Вірменія - Ісландія - Ірландія | - Монако - Норвегія |

## Турніри

### Між збірними
- Євробаскет
  - Дивізіон B
  - Дивізіон C
- Чемпіонат Європи з баскетболу серед жінок

- Чемпіонат Європи з баскетболу серед 20-річних — континентальний чемпіонат для юнаків до 20 років
- Чемпіонат Європи з баскетболу серед 18-річних — континентальний чемпіонат для юнаків до 18 років
- Чемпіонат Європи з баскетболу серед 16-річних — континентальний чемпіонат для юнаків до 16 років
- Чемпіонат Європи з баскетболу серед 20-річних (жінки) — континентальний чемпіонат для дівчат до 20 років
- Чемпіонат Європи з баскетболу серед 20-річних (жінки) — континентальний чемпіонат для дівчат до 18 років
- Чемпіонат Європи з баскетболу серед 20-річних (жінки) — континентальний чемпіонат для дівчат до 16 років

### Між клубами
- Євроліга
  - Чоловіки
  - Жінки
- Єврокубок
  - Чоловіки
  - Жінки
- Кубок виклику ФІБА
  - Чоловіки
- Суперкубок Європи ФІБА
  - Жінки

Колишні змагання
- Кубок Корача
- Кубок Ронкетті
- Кубок Сапорті
- Супроліга ФІБА
- Єврокубок виклику

Див. також
- Система баскетбольних ліг Європи